# Witchcraft Destroys Minds & Reaps Souls
Witchcraft Destroys Minds & Reaps Souls è il primo album del gruppo statunitense Coven, pubblicato nel 1969 dalla Mercury Records.

## Il disco
Il tema principale del disco è l'occulto con particolare riferimento alla figura di Satana e ad altre entità demoniache.
Il poster allegato al disco fece scalpore per il soggetto e la simbologia presente: la foto ritraeva i membri della band vestiti con lunghe tonache intenti a svolgere un rito sacrificale, mentre la cantante Jinx Dawson era ritratta nuda e sdraiata su di un altare nel ruolo della "vittima". L'immagine conteneva teschi e croci rovesciate; inoltre, in questa fotografia apparve per la prima volta nell'iconografia del rock il celebre gesto delle corna.
Nel marzo del 1970 la rivista statunitense Esquire pubblicò un'inchiesta intitolata Evil Lurks in California, in cui si parlava della diffusione della passione per l'occultismo e delle pratiche ad esso collegate: l'interesse per queste tematiche veniva collegato ad alcuni episodi di cronaca nera, tra cui gli efferati delitti compiuti da Charles Manson e dai suoi seguaci. L'album dei Coven veniva citato nell'articolo e messo in relazione con la diffusione del fenomeno, generando pubblicità negativa per la band. La casa discografica, preoccupata per le ripercussioni a livello di immagine, decise di ritirare il disco dal circuito di vendita. L'album è stato poi ripubblicato in formato CD nel 2003.
L'album è stato prodotto da Bill Traut, proprietario dell'etichetta indipendente Dunwich Records, che dopo aver scoperto i Coven nel circuito dei locali di Chicago si occupò della realizzazione del disco e di stabilire i contatti con la Mercury Records.
La maggior parte dei testi sono stati composti dal chitarrista James Vincent sotto lo pseudonimo di Jim Donlinger, membro delle band Aorta e Lovecraft entrambe di Chicago.

### Descrizione brani

#### White Witch of Rose Hall
La canzone è ispirata alla leggenda di Annie Palmer, la white witch (strega bianca) del titolo, che fu accusata di praticare le arti voodoo a Montego Bay in Giamaica e venne uccisa durante una rivolta degli schiavi dell'isola negli anni trenta del XIX secolo.

#### Coven in Charing Cross
Il brano è intervallato in due punti da una parte recitata dove i membri della band intonano con voce cantilenante la parole tradotte di un antico testo riguardante i sette demoni della mitologia babilonese. La stessa tematica è al centro dell'opera Semero ikh (in russo Семеро их?) composta nel 1917 da Sergei Prokofiev ispirandosi alla raccolta poetica Zovy drevnosti (in russo Зовы древности?) di Konstantin Balmont.

#### Satanic Mass
L'ultima traccia dell'album non è una canzone ma la registrazione di una (presunta) messa nera compiuta dai componenti della band.

## Tracce
1. Black Sabbath – 3:32 (testo: Donlinger)
2. White Witch of Rose Hall – 3:08 (testo: Donlinger)
3. Coven in Charing Cross – 4:04 (testo: Donlinger)
4. For Unlawful Carnal Knowledge – 4:41 (testo: Dawson, Ross, Wilkerson, Osborne)
5. Pact with Lucifer – 3:32 (testo: Donlinger, Wilkerson)
6. Choke, Thirst, Die – 3:32 (testo: Donlinger)
7. Wicked Woman – 3:01 (testo: Dawson, Ross, Wilkerson, Osborne)
8. Dignitaries of Hell – 4:09 (testo: Donlinger)
9. Portrait – 2:37 (testo: Dawson, Ross, Osborne)
10. Satanic Mass – 13:19 (testo: Traut)

Durata totale: 45:35

## Formazione[6]

### Gruppo
- Jinx Dawson - voce
- Oz Osborne - basso
- Steve Ross - batteria

### Altri musicisti
- John Hobbs - tastiere
- Jim Donlinger - chitarra, cori
- Alan Estes - basso
- Christopher Nielsen - chitarra, cori
- Jim Nyeholt - tastiere, organo, pianoforte